# 梅坪
梅坪（うめつぼ）は、愛知県犬山市の地名。

## 地理

### 字一覧
- 1丁目[WEB 4]
- 2丁目[WEB 4]
- 3丁目[WEB 4]

### 交通
- 愛知県道64号一宮犬山線

### 施設
- apollostation セルフ犬山SS
- セブンイレブン 犬山梅坪店
- せんら珈琲 犬山店
- ハートクニリックさわだ
- 焼肉きんぐ 犬山店
- ココトモファーム 犬山梅坪店
- スターバックスコーヒー 犬山梅坪店
- かつさと 犬山店
- シャトレーゼ 犬山梅坪店

## 歴史

### 沿革
- 1982年（昭和57年） - 犬山市の大字なし地域および大字橋爪の各一部により、同市梅坪が成立[1]。

### WEB
1. ↑  “読み仮名データの促音・拗音を小書きで表記するもの(zip形式) 愛知県” (zip).   日本郵便 (2024年2月29日). 2024年3月26日閲覧。
2. ↑  “市外局番の一覧” (PDF).   総務省 (2022年3月1日). 2022年3月22日閲覧。
3. ↑  “ナンバープレートについて”.   一般社団法人愛知県自動車会議所. 2024年1月21日閲覧。
4. 1 2 3  “愛知県犬山市梅坪の住所一覧”.   ゼンリン. 2024年7月23日閲覧。

### 書籍
1. ↑  「角川日本地名大辞典」編纂委員会 1989, p. 233.